# Ван Беверен, Ян
Ян ван Беверен (нидерл. Jan van Beveren; 5 марта 1948, Амстердам, Нидерланды — 26 июня 2011, Бомонт, штат Техас, США) — нидерландский футболист, игрок ПСВ и сборной Нидерландов (1967—1977).

## Карьера
Родился в спортивной семье. Его отец — финалист Олимпийских игр 1936 года в Берлине в беге на 200 метров. Начал заниматься футболом в 10-летнем возрасте в футбольной секции Эммена, а уже в 15 лет дебютировал на позиции вратаря в юниорском ФК «Эммент». В 1965 году перешёл в роттердамскую «Спарту», за которую к тому времени выступал его старший брат, а в 1970 г. — в ПСВ, ворота которого защищал на протяжении последующего десятилетия. В составе команды становился трёхкратным чемпионом Нидерландов, выигрывал национальный кубок, а в 1978 г. — Кубок УЕФА.
Привлекался к игре за сборную Нидерландов, однако вследствие неприязненных личных отношений со стороны Йохана Кройфа и влияния последнего на руководство команды провел за неё не так много матчей, в частности, пропустил чемпионат мира в ФРГ (1974). Свою карьеру на родине он закончил в 1980 г., и переехал в США, где провел несколько сезонов за «Форт-Лодердейл Страйкерс» и «Даллас Сайдкикс», после чего завершил свою карьеру и стал тренером вратарей клуба «Штормовой Футбол» из Бомонта (Техас).

## Статистика

### Матчи ван Беверена за сборную Нидерландов
| Матчи ван Беверена за сборную Нидерландов | Матчи ван Беверена за сборную Нидерландов | Матчи ван Беверена за сборную Нидерландов | Матчи ван Беверена за сборную Нидерландов | Матчи ван Беверена за сборную Нидерландов | Матчи ван Беверена за сборную Нидерландов |
| ----------------------------------------- | ----------------------------------------- | ----------------------------------------- | ----------------------------------------- | ----------------------------------------- | ----------------------------------------- |
| №                                         | Дата                                      | Соперник                                  | Счёт                                      | Пропущено голов                           | Соревнование                              |
| 1                                         | 29 ноября 1967                            | СССР                                      | 3:1                                       | 1                                         | Товарищеский матч                         |
| 2                                         | 7 апреля 1968                             | Бельгия                                   | 1:2                                       | 2                                         | Товарищеский матч                         |
| 3                                         | 1 мая 1968                                | Польша                                    | 0:0                                       | —                                         | Товарищеский матч                         |
| 4                                         | 30 мая 1968                               | Шотландия                                 | 0:0                                       | —                                         | Товарищеский матч                         |
| 5                                         | 5 июня 1968                               | Румыния                                   | 0:0                                       | —                                         | Товарищеский матч                         |
| 6                                         | 4 сентября 1968                           | Люксембург                                | 2:0                                       | —                                         | Чемпионат мира 1970 (отбор)               |
| 7                                         | 27 октября 1968                           | Болгария                                  | 0:2                                       | 2                                         | Чемпионат мира 1970 (отбор)               |
| 8                                         | 26 марта 1969                             | Люксембург                                | 4:0                                       | —                                         | Чемпионат мира 1970 (отбор)               |
| 9                                         | 16 апреля 1969                            | Чехословакия                              | 2:0                                       | —                                         | Товарищеский матч                         |
| 10                                        | 7 мая 1969                                | Польша                                    | 1:0                                       | —                                         | Чемпионат мира 1970 (отбор)               |
| 11                                        | 7 сентября 1969                           | Польша                                    | 1:2                                       | 2                                         | Чемпионат мира 1970 (отбор)               |
| 12                                        | 14 января 1970                            | Англия                                    | 0:0                                       | —                                         | Товарищеский матч                         |
| 13                                        | 11 октября 1970                           | Югославия                                 | 1:1                                       | 1                                         | Чемпионат Европы 1972 (отбор)             |
| 14                                        | 11 ноября 1970                            | ГДР                                       | 0:1                                       | 1                                         | Чемпионат Европы 1972 (отбор)             |
| 15                                        | 2 декабря 1970                            | Румыния                                   | 2:0                                       | —                                         | Товарищеский матч                         |
| 16                                        | 24 февраля 1971                           | Люксембург                                | 6:0                                       | —                                         | Чемпионат Европы 1972 (отбор)             |
| 17                                        | 4 апреля 1971                             | Югославия                                 | 0:2                                       | 2                                         | Чемпионат Европы 1972 (отбор)             |
| 18                                        | 10 октября 1971                           | ГДР                                       | 3:2                                       | 2                                         | Чемпионат Европы 1972 (отбор)             |
| 19                                        | 17 ноября 1971                            | Люксембург                                | 8:0                                       | —                                         | Чемпионат Европы 1972 (отбор)             |
| 20                                        | 16 февраля 1972                           | Греция                                    | 5:0                                       | —                                         | Товарищеский матч                         |
| 21                                        | 3 мая 1972                                | Перу                                      | 3:0                                       | —                                         | Товарищеский матч                         |
| 22                                        | 30 августа 1972                           | Чехословакия                              | 2:1                                       | 1                                         | Товарищеский матч                         |
| 23                                        | 1 ноября 1972                             | Норвегия                                  | 9:0                                       | —                                         | Чемпионат мира 1974 (отбор)               |
| 24                                        | 19 ноября 1972                            | Бельгия                                   | 0:0                                       | —                                         | Чемпионат мира 1974 (отбор)               |
| 25                                        | 28 марта 1973                             | Австрия                                   | 0:1                                       | 1                                         | Товарищеский матч                         |
| 26                                        | 2 мая 1973                                | Испания                                   | 3:2                                       | 2                                         | Товарищеский матч                         |
| 27                                        | 22 августа 1973                           | Исландия                                  | 5:0                                       | —                                         | Чемпионат мира 1974 (отбор)               |
| 28                                        | 12 сентября 1973                          | Норвегия                                  | 2:1                                       | 1                                         | Чемпионат мира 1974 (отбор)               |
| 29                                        | 10 октября 1973                           | Польша                                    | 1:1                                       | 1                                         | Товарищеский матч                         |
| 30                                        | 3 сентября 1975                           | Финляндия                                 | 4:1                                       | 1                                         | Чемпионат Европы 1976 (отбор)             |
| 31                                        | 10 сентября 1975                          | Польша                                    | 1:4                                       | 4                                         | Чемпионат Европы 1976 (отбор)             |
| 32                                        | 31 августа 1977                           | Исландия                                  | 4:1                                       | 1                                         | Чемпионат мира 1978 (отбор)               |

Итого: 32 матча / пропущено 25 голов; 18 побед, 7 ничьих, 7 поражений.

## Достижения

### Командные
- Победитель Кубка УЕФА: 1978
- Чемпион Нидерландов (3): 1974/1975, 1975/1976, 1976/77
- Обладатель Кубка Нидерландов (2): 1973/74, 1975/76